# Jean-Paul Petit
Jean-Paul Petit, né en 1954, est un archéologue français. Conservateur en chef du patrimoine, son nom est surtout lié au site archéologique de Bliesbruck dont il a assuré la direction du parc archéologique européen de Bliesbruck-Reinheim, parc à la fois situé dans l'actuelle région Grand Est et dans la Sarre, jusqu'à sa retraite en novembre 2019. Il a commencé à travailler sur le site en collaborant avec Jean Schaub.
Il est titulaire d'un doctorat soutenu à l'université Nancy-II en 1986.
Il est membre du comité de la Société d'Histoire et d'Archéologie de la Lorraine.